# Khaldun al-Mubarak
Khaldūn Khalīfa Aḥmad al-Mubārak (in arabo خلدون خليفة احمد المبارك ‎?; Abu Dhabi, 1º dicembre 1975) è un politico, imprenditore e dirigente sportivo emiratino, membro di spicco del governo di Abu Dhabi. Al-Mubarak è anche amministratore delegato della Mubadala Investment Company, oltre a ricoprire il ruolo di presidente del Manchester City e del Melbourne City.

## Biografia
Al-Mubarak si laurea in Economia e Finanza alla Università di Tufts, Boston, Stati Uniti d'America; è membro del Consiglio Direttivo per l'Emirato di Abu Dhabi e presidente del Dipartimento di Organizzazione e Amministrazione.

## Carriera
È un uomo d'affari coinvolto nella costruzione e nel settore immobiliare. La sua carriera è iniziata presso la Abu Dhabi National Oil Company, prima in possesso di azioni con gli Emirati Arabi Uniti; da allora è stato il vicepresidente esecutivo. La sua società inoltre possiede significative partecipazioni in altre società, tra cui il 5% della Ferrari, l'8,1% in AMD e il 7,5% nelle Carlyle Group.
Nel maggio 2005 è stato nominato vicepresidente internazionale dell'Oasis Leasing Abu Dhabi, una società basata di leasing; possiede inoltre l'ALDAR e la prima banca del Golfo ed è un fidato collaboratore del principe ereditario Sheikh Mansour Bin Zayed Al Nahyan, in qualità di presidente della Abu Dhabi Motor Sport Management Company e della ADUG.
Al-Mubarak è stato anche una figura chiave nei negoziati per il Gran Premio di Abu Dhabi ed è stato anche importante nell'assegnazione della Coppa del mondo per club FIFA, tenutasi a dicembre 2009 ad Abu Dhabi.
È membro del consiglio di fondazione per la Università di New York e sovrintende lo sviluppo di un campus di Abu Dhabi.
Al Mubarak gestisce interessi in progetti minerari in Sud America, in particolare in Colombia, poiché dirige Mubadala Investment Group, la società che possiede Minesa, una società creata nel 2013 con il Per ottenere la licenza di sfruttamento, dal governo colombiano, per estrarre oro dal Páramo de Santurbán, provincia di Soto Norte, dipartimento di Santander, con riserve calcolate nel sottosuolo di circa 9 milioni di once. Nonostante i benefici che si otterrebbero dal pagamento di royalties allo Stato e la possibile generazione di centinaia di posti di lavoro diretti e indiretti, c'è stata una feroce opposizione da parte degli ambientalisti e dei leader politici della regione a causa della minaccia rappresentata dalla contaminazione della riserva idrica. che nutre più di 4 milioni di abitanti, prodotto della possibile cattiva gestione che Minesa conferisce ai residui di cianuro e mercurio necessari per estrarre l'oro oltre alla distruzione dell'ecosistema di páramo, diventando anche un argomento di interesse nazionale e internazionale.

### Presidenza del Manchester City
Il 1º settembre 2008 viene annunciato un accordo tra Thaksin Shinawatra e lo sceicco di Abu Dhabi, Mansur bin Zayd Al Nahyan, per la cessione del Manchester City. Il 23 settembre successivo l'operazione viene finalizzata e Al-Mubarak viene nominato presidente del club. Il primo acquisto della nuova proprietà è il brasiliano Robinho, acquistato per circa 42 milioni di euro dal Real Madrid.
Negli anni successivi il club si rafforza con l'acquisto di numerosi giocatori di valore, diventando una delle squadre di maggiore successo a livello nazionale e una tra le più competitive a livello internazionale. Durante la sua presidenza il Manchester City conquista tre FA Cup (2010-2011, 2018-2019 e 2022-2023), otto Premier League (2011-2012, 2013-2014, 2017-2018, 2018-2019, 2020-2021, 2021-2022, 2022-2023 e 2023-2024), sei English Football League Cup (2013-2014, 2015-2016, 2017-2018, 2018-2019, 2019-2020 e 2020-2021) e quattro FA Community Shield (2012, 2018, 2019 e 2024), oltre a vincere, per la prima volta nella storia del club, la UEFA Champions League nella stagione 2022-2023 e la Supercoppa UEFA nel 2023.